# Iced Earth (album)
Iced Earth debitantski je studijski album istoimenog američkog heavy metal sastava. Album je objavila diskografska kuća Century Media Records u studenom 1990. godine svugdje osim u Americi, gdje ga je objavila u veljači 1991. godine.

## O albumu
Glazba s albuma mješavina je thrash i heavy metala koju je grupa svirala do 1995. godine, kada joj se pridružio pjevač Matt Barlow; od tada je počela miješati heavy i power metal.
Album je bio ponovo snimljen i dorađen 2001. godine kada je dobio i novi omot. Također su sve pjesme osim "Curse the Sky" ušle u dvodjelnu kolekciju albuma Days of Purgatory.

## Popis pjesama
| 1.    | »Iced Earth«              | Jon Schaffer | Schaffer                                  | 5:22 |
| 2.    | »Written on the Walls«    | Gene Adam    | Adam, Randy Shawver, Schaffer, Dave Abell | 6:07 |
| 3.    | »Colors«                  | Schaffer     | Shawver, Schaffer                         | 4:51 |
| 4.    | »Curse the Sky«           | Schaffer     | Shawver, Schaffer                         | 4:41 |
| 5.    | »Life and Death«          | Schaffer     | Shawver, Schaffer                         | 6:08 |
| 6.    | »Solitude« (instrumental) |              | Shawver, Schaffer                         | 1:44 |
| 7.    | »Funeral« (instrumental)  |              | Shawver, Schaffer                         | 6:15 |
| 8.    | »When the Night Falls«    | Schaffer     | Schaffer                                  | 9:02 |
| 44:10 |                           |              |                                           |      |

## Recenzije
Eduardo Rivadavia, glazbeni kritičar sa stranice AllMusic, dodijelio je albumu dvije od pet zvjezdica te je komentirao: "Do vremena kada su snimili svoj istoimeni debitantski album, tradicionalisti heavy metala, Iced Earth, već su bili iskusni veterani koji su se postepeno popeli do površine floridske klupske scene, plivajući sa stotinama death metal-sastava. To prikazuje, unatoč nekolicini teškoća u produkciji, da se njegov zvuk (koji spaja ogromni utjecaj Iron Maidena s nekoliko thrash metal trikova, uglavnom bubnjeva s dvije pedale) gotovo u potpunosti razvio. Vođena ritmičkim gitaristom Jonom Schafferom, grupa je utrla svoj put nizom galopirajućih himni prepunih gitarističkih harmonija, složenih promjena u taktu i izvrsnih glazbenih dionica, pogotovo onih koje je svirao solo gitarist Randall Shawver. "Written on the Walls", "Colors", "The Funeral" i "When the Night Falls" su samo neke od istaknutih pjesama [...]".

## Osoblje
| Iced Earth - Gene Adam — vokali - Jon Schaffer — ritam gitara, prateći vokali, producent, logotip - Randall Shawver — solo gitara - Dave Abell — bas-gitara - Mike McGill — bubnjevi | Dodatni glazbenici - Roger "The Hammer" Huff — klavijature Ostalo osoblje - Axel Hermann — naslovnica (izvornog prvog izdanja) - Tom Morris — produkcija, inženjer zvuka - Rick Borstelman — ilustracije, logotip - Terry Stevens — fotografija |